# Frösviksätten
Frösviksätten  är ett nutida konventionellt namn på en svensk medeltida uppländsk  frälseätt som fått sitt namn efter ättens sätesgård Frösvik. Ätten dog ut i slutet på 1300-talet, innan Sveriges Riddarhus grundades 1625, varför den aldrig introducerades där som adelsätt. Sätesgården ärvdes av ätten Oxenstierna.
Vapen: en delad sköld med övre fältet kluvet. Vapnet är en horisontellt spegelvänd version av den danska ätten Drefelds vapenmärke.

## Oklar koppling
I Svenska sigiller från medeltiden av Bror Emil Hildebrand listas två personer med identiska sköldar, men okänd härkomst: Olof Ragnborgasson (nr 447) och Stenbjörn Olofsson Skute (nr 446) , båda bosatta i Uppland, och kan ha varit far och son.

## Historia
Ättens stamfar är Finvid Nilsson (nämnd 1298-1327). Han blev slagen till riddare något av åren 1314-1318. Han var riksråd 1318-1319 men inte mera 1320. Den 25 mars 1327 uppgjorde han sitt testamente. Enligt testamentet ägde han jord i Alsike i Uppland som han för gravplats donerade till Sko kloster. Han ägde också jord i Danderyds skeppslag i Uppland som han gav till Danderyds kyrka. Hans hustru hette Kristina Magnusdotter. Det är möjligt att hon var dotter till Magnus Gregersson (Bjälboättens oäkta gren).
Paret hade två barn, Birgitta Finvidsdotter och Finvid Finvidsson.
Birgitta Finvidsdotter gifte sig med Håkan Magnusson av Magnus Marinasons ätt. Hon levde ännu 1343 men var död 1346. I samband med Birgitta nämns också en dotter. Efter makens död gick hon i S:ta Klara kloster i Stockholm. Hon nämns som klostrets abbedissa åren 1364-1366.
Finvid Finvidsson nämns tidigast 1351. Han var riksråd från 1362 och levde ännu 1378 men var död 19 november 1383. Han hörde till kung Albrekts riksråd. Genom sina äktenskap kom han att stå nära drotsen Bo Jonsson (Grip). Han var först gift med en dotter till riksrådet Gustaf Arvidsson (Sparre av Vik). Senast 1373 gifte han sig med Katarina. Hon var dotter till Östgötalagmannen och riddaren Magnus Knutsson (Aspenäsätten) och Helga Bengtsdotter (vingad pil).
Barn i första äktenskapet
1. Magnus Finvidsson,
2. Birgitta Finvidsdotter
3. Finnvid Finvidsson
4. Ramborg Finvidsdotter

Barn i andra äktenskapet
1. Kristina Finvidsdotter, dog senast 1392.[3] Gift med Kettil Jonsson (Malstaätten), riddare och riksråd, död i slutet av 1380-talet, som slöt Malstaätten.
2. Märta Finvidsdotter, gift 1392-1395 med Jöns Bengtsson (Oxenstierna) den äldre.[4] Enligt källor skulle hon ha varit gift med Thomas von Vitzen. Med Märta Finvidsdotter tycks Frösviksätten ha utslocknat.

Deras son Nils Jönsson (Oxenstierna) skrev sig till Frössvik 1422-31 och var gift med domina Katerina de Fridzwiik (fru Katarina av Frössvik), Katarina Karlsdotter (Sture, gumsehuvudsätten), och deras ättlingar ägde på 1400-talet Frössvik, Ekolsund och andra från Frössviksätten ärvda gods.